# Lombard Racing
Le Lombard Racing était une équipe de course d'endurance automobile française. Elle a été fondée en 2016 par Jean Lombard et Dominique Payen et a participé au championnant European Le Mans Series ainsi qu'aux 24 Heures du Mans,,.

## Historique
En 2016, la jeune écurie Lombard Racing s'est engagée dans le championnat European Le Mans Series avec une Ligier JS P2 aux mains de Vincent Capillaire, Jonathan Coleman et Olivier Lombard.Pour sa première année d'existence, un dossier avait été également déposé afin de participer aux 24 Heures du Mans et celui-ci avait été accepté. Pour la première course de la saison, les 4 Heures de Silverstone, dans des conditions climatiques exécrables, l'écurie réussi l’exploit de monter sur la troisième marche du podium. Pour les 4 Heures d'Imola, les performances ne furent malheureusement pas au rendez vous et la voiture passa sous le drapeau à damier en 11e position. À la suite d'un retard de versement d'un des partenaires de l'écurie, l'équipage de la voiture a évolué pour la course des 24 Heures du Mans. En effet, pour combler ce manque de financement Olivier Lombard a été remplacé par Érik Maris. Les ennuis de s'arrêtèrent malheureusement pas à cette péripétie car le vendredi précédent la course, un évènement peu commun s'est produit dans l'équipe. Les membres de celle-ci se sont mis en grève pour cause de non paiement des salaires. Le problème avait pu être résolu et l'écurie a pu participer à la course.
le 5 Juillet 2016, face aux difficultés financières rencontrées par l'écurie, elle dépose le bilan après quelques mois d'existence,,.

## Résultats en compétition automobile

### Résultats aux24 Heures du Mans

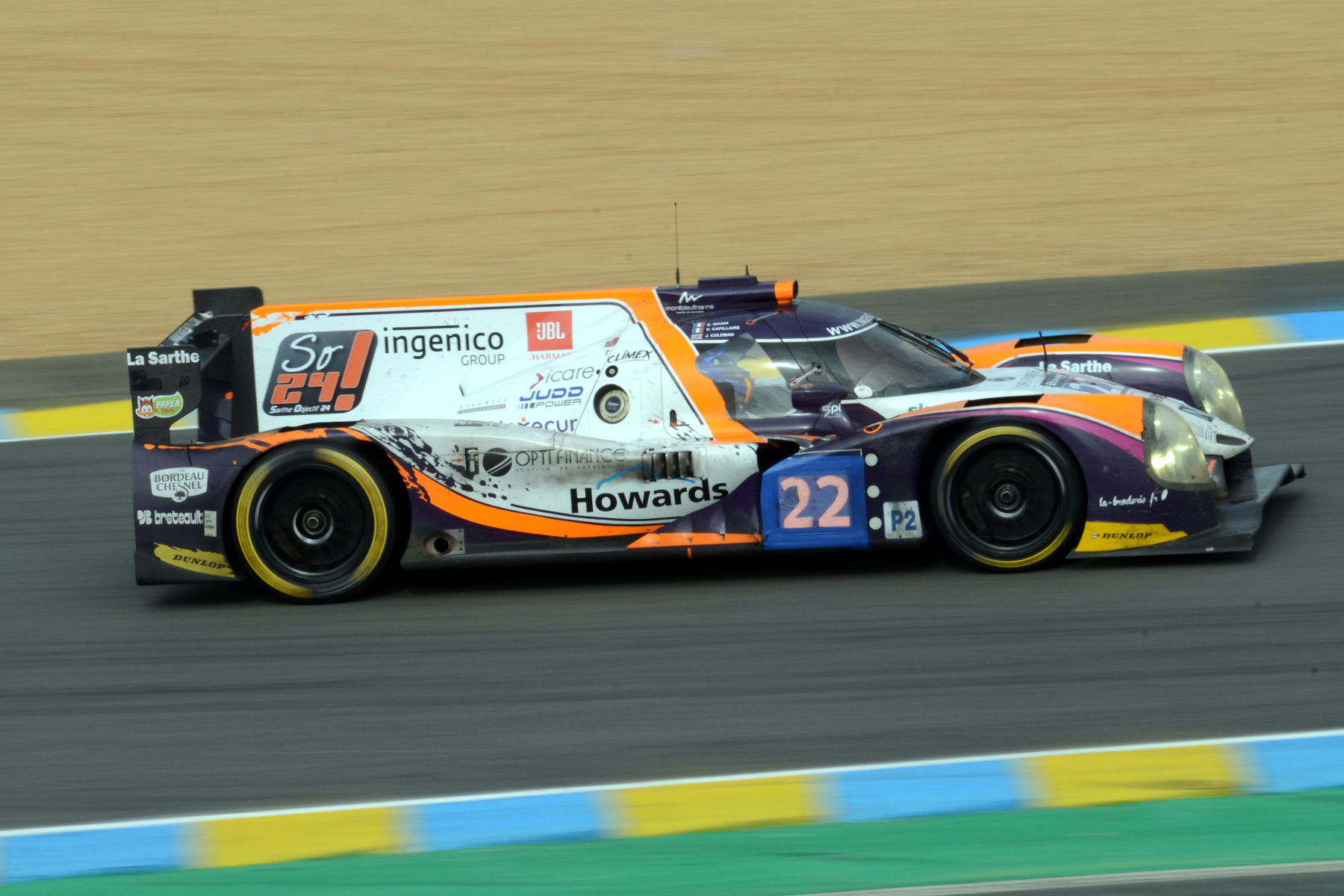
Ligier JS P2 de l'écurie SO24! by Lombard Racing aux 24 Heures du Mans

| Année | Classe | no | Pilotes                                        | Châssis               | Pneus | Tours | Pos. |
| Année | Classe | no | Pilotes                                        | Moteur                | Pneus | Tours | Pos. |
| ----- | ------ | -- | ---------------------------------------------- | --------------------- | ----- | ----- | ---- |
| 2016  | LMP2   | 22 | Vincent Capillaire Jonathan Coleman Érik Maris | Ligier JS P2          | D     | 328   | 32e  |
| 2016  | LMP2   | 22 | Vincent Capillaire Jonathan Coleman Érik Maris | Judd HK 3,6 L V8 Atmo | D     | 328   | 32e  |

### Résultats enEuropean Le Mans Series
| Année | Classe | no | Voiture      | Pneus | 1     | 2      | 3   | 4   | 5   | 6   | Total | Pos. |
| ----- | ------ | -- | ------------ | ----- | ----- | ------ | --- | --- | --- | --- | ----- | ---- |
| 2016  | LMP2   | 22 | Ligier JS P2 | D     | SIL 3 | IMO 11 | RBR | LEC | SPA | EST | 15,5  | 12e  |

## Pilotes
- Vincent Capillaire (2016)
- Jonathan Coleman (2016)
- Olivier Lombard (2016)
- Érik Maris (2016)